# Ваньпін

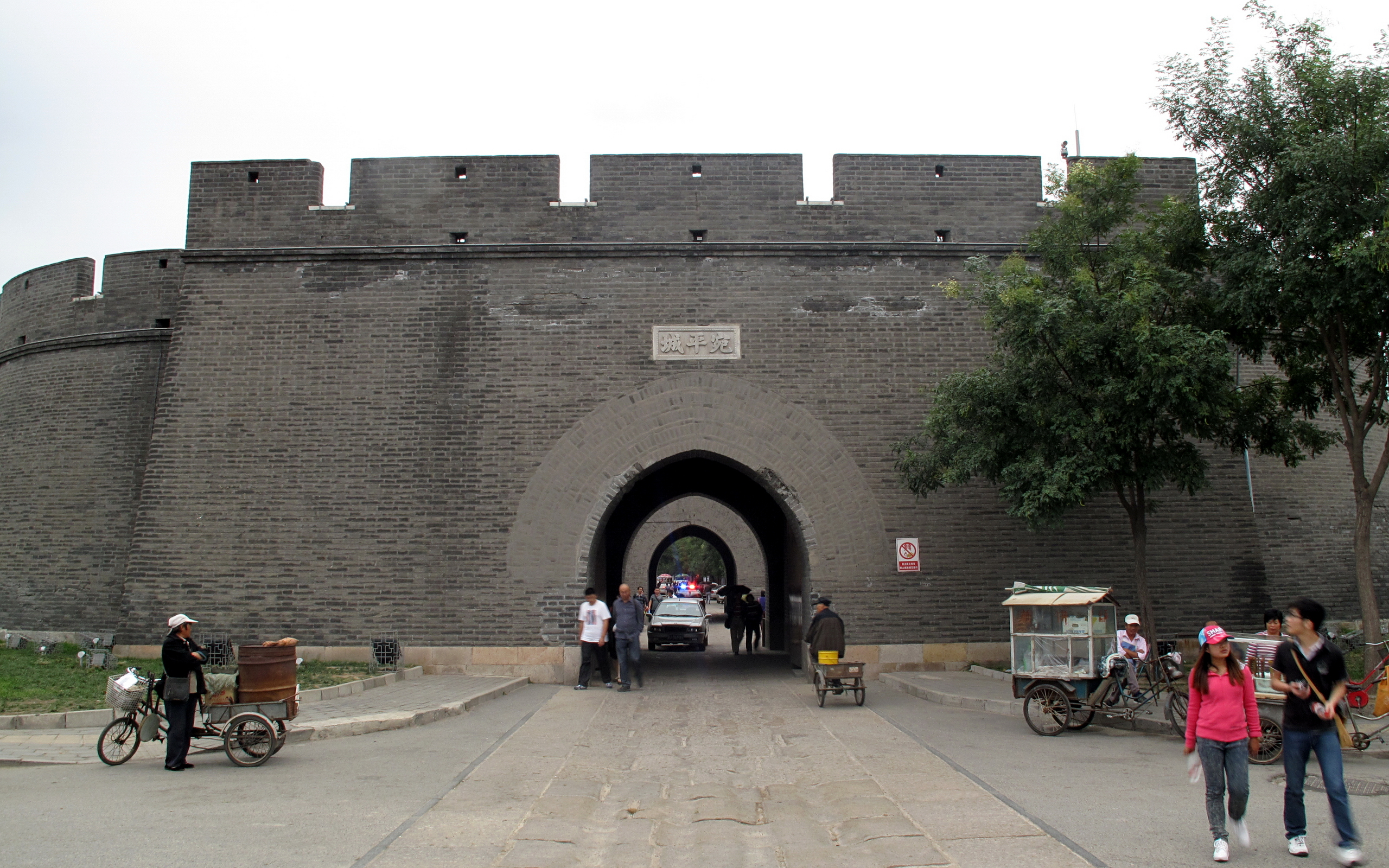
Фортеця Ваньпін

Ваньпін (кит.: 宛平城 Wǎnpíng Chéng) — старовинна фортеця на південно-західній околиці Пекіна. Вона захищає зі сходу міст Марко Поло через річку Юндін (永定河). Назва перекладається як «Місто, що оточене стіною».

## Історія
Було побудовано у 1638 для захисту Пекіна від селянського повстання під проводом Лі Цзичена, яке спалахнуло в Китаї і призвело зрештою до повалення династії Мін у 1644.
У минулому торговці й мандрівники зупинялися тут на останній нічліг перед в'їздом до Пекіна. Фортеця Ваньпін, що колись була самостійним містом, за часів династії Цін територія столиці Пекіна тісно наблизилася до меж фортеці.
У часи Китайської республіки у 1928 Ваньпін увійшло до території Пекіна. В часи КНР навколо фортеці зведено багатоповерхові будинки, під площею між західними воротами фортеці і мостом Марко Поло прокладено тунель П'ятої окружної дороги Пекіну.
У 1965 разом з містом Марко Поло фотрецю Ваньпін внесено до переліку національних культурних цінностей.
У 2004 в Ваньпіні відновлено окружний уряд.

## Опис
Фортеця Ваньпін у плані має вигляд правильного прямокутника, витягнутого із заходу на схід: 640 на 320 метрів. Загальна площа становить 208 тис. м². Із західного і східного боку до фортеці ведуть подвійні брами.
Перед в'їздом в західні ворота — фортеці Вейянь («Суворі») — збереглася ділянка старої дороги, на якій чітко помітні глибокі колії від незліченної кількості возів. Такі самі плити можна побачити й на мосту Марко Поло.
Через фортецю, від західних воріт до східних, тягнеться широка вулиця Ченней (城内). Уздовж неї розташовано традиційні китайські будинки, перетворені в численні магазини, сувенірні лавки і ресторани. У туристичний сезон тут дуже багатолюдно. Частина будинків і самої вулиці реконструюється, тому місцями вигляд вельми непривабливий. Якщо центральна вулиця зберігає хоч скільки-небудь акуратний вигляд, то в провулках (хутунах), що розходяться від неї, кипить справжнє китайське життя — зі сміттям, мотками проводів на стовпах, білизною на вулиці, запахом помиїв.
У центрі фортеці розташовано Меморіальний музей антияпонської війни китайського народу (中国 人民 抗日战争 纪念馆). Це пов'язано з тим, що 7 липня 1937 на мосту Марко Поло (Луго) стався інцидент між солдатами японської Гарнізонної армії в Китаї і ротою китайських солдатів, розквартированих в фортеці Ваньпін і охороняла міст Луго від японців. Він послужив початком війни між Китаєм і Японією, яка закінчилася капітуляцією Японії і закінченням Другої світової війни в 1945 році.
Сад скульптур в честь війни опору китайського народу проти Японії (中国 人民 抗日战争 纪念 雕塑 园) межує з південною стіною фортеці. Частиною експозиції є 500 бочок, встановлені вздовж фортечних мурів. На них викарбувано список злочинів японської армії в Китаї в роки війни 1937—1945 років, складений на основі публікації «Кривавий список: щоденник злодіянь японської армії під час вторгнення в Китай» («血 证: 侵华 日军 暴行 纪实 日志») Китайського історичного товариства (中国 史学 会).
На стінах фортеці збереглися сліди від розривів японських снарядів.